# Galambos Péter (színművész)
Galambos Péter (1971. március 20. –) magyar színész, szinkronszínész, műsorvezető.

## Élete és pályafutása
A Színház- és Filmművészeti Főiskolán tanult, de másfél év után eltanácsolták. A már diákként elkezdett szinkronizálás ekkor fő tevékenységéve vált. Leginkább a Jóbarátok c. tv-sorozat dr. Ross Geller (David Schwimmer), a Sírhant művek Nate Fisher (Peter Krause) figurái a legnépszerűbbek, emellett Wesley Snipes (Penge), Dwayne Johnson (Jumanji), Idris Elba (Prometheus) Omar Sy (Életrevalók) és Vin Diesel (Halálos Iramban) az ő hangján szólal meg magyarul a legtöbbször, ahogy Murat Ünalmış török színész is.
A szinkronmunkák mellett 2000 nyarától az ESTFM 98.6, majd annak megszűnése után a Klubrádióban műsort vezetett, később a közszolgálati televízióban vett részt kulturális műsorok készítésében. Ezek közül a Kultúrház volt a leginkább hozzá kötődő. 2010 nyarán eltávolították a képernyőről. 2020 óta az interneten, majd 2023 februárjától a radiocafé 98.0-n hallható gyermek és ifjúsági tartalmat sugárzó Zsebrádió munkatársa.
A magyar szinkront szívügyének tekinti, a minőség megszállottja. 2015 tavaszán hasonló felfogású kollégáival Szinkron alapszervezetet alakított a Színházi Dolgozók Szakszervezetén belül. Létrehozott egy miniügynökséget, melyben magas színvonalú reklámok készítését vállalja kiváló kollégáival. Nagyon sok reklámban hallhatjuk a hangját, például sokáig volt a Magyar Telekom narrátora.  
2016 óta DJ-ként is működik. Főként Afro-house stílust játszik.

## Magánélete
Elvált, 3 gyermeke van: Sámuel, Mátyás és Simon.

## Szinkronszínészként

### Film
- Interjú a vámpírral (1994) – Armand – Antonio Banderas
- Gyilkosság a Fehér Házban (1997) – Harlan Regis nyomozó – Wesley Snipes
- Penge-sorozat (1998–2004): 
  - Penge (1998) – Eric Brooks/Penge –Wesley Snipes
  - Penge 2. (2002) – Eric Brooks/Penge – Wesley Snipes
  - Penge – Szentháromság (2004) – Eric Brooks/Penge – Wesley Snipes
- Szerelem a végzeten (2001) – Dean Kansky – Jeremy Piven
- Halálos iramban-sorozat (2001–2023): 
  - Halálos iramban (2001) – Dominic Toretto – Vin Diesel
  - Halálosabb iramban (2003) – Roman Pearce – Tyrese Gibson
  - Halálos iram (2009) – Dominic Toretto – Vin Diesel
  - Halálos iramban: Ötödik sebesség (2011) – Dominic Toretto – Vin Diesel
  - Halálos iramban 6. (2013) – Dominic Toretto – Vin Diesel
  - Halálos iramban 7. (2015) – Dominic Toretto – Vin Diesel
  - Halálos Iramban 8. (2017) – Dominic Toretto – Vin Diesel
  - Halálos Iramban 9. (2021) – Dominic Toretto – Vin Diesel
  - Halálos Iramban 10. (2023) – Dominic Toretto – Vin Diesel
- Atlantisz – Az elveszett birodalom (2001) – Dr. Joshua Strongbear Ejdes – Phil Morris
- A Hihetetlen család (animációs, 2004) – Lucius Best/Fridzsiman – Samuel L. Jackson
- Eragon (2006) – Ajihad – Djimon Hounsou
- Életrevalók (2011) – Driss – Omar Sy
- Verdák 2. (2011) – Rod Redline (Flex Tunningmax) – Bruce Campbell
- Transformers 3. (2011) – Eddie – Lester Speight
- Thor (2011) – Heimdall – Idris Elba
- Herkules (2014) – Herkules – Dwayne Johnson
- A galaxis őrzői (2014) – Ronan, a vádló – Lee Pace
- Jurassic World (2015) – Barry Sembéne – Omar Sy
- Zootropolis – Állati nagy balhé (2016) – Bogo hadnagy – Idris Elba
- Jumanji (2017) – Spencer – Dwayne Johnson
- A Hihetetlen család 2. (animációs, 2018) – Lucius Best/Fridzsiman – Samuel L. Jackson
- Jurassic World: Világuralom (2022) – Barry Sembéne – Omar Sy
- Deadpool & Rozsomák (2024) – Eric Brooks/Penge – Wesley Snipes

### Televízió
- Beverly Hills 90210 – Dylan Mckay – Luke Perry
- Dallas - Jack Ewing  -  Dack Rambo  -   ( 51 epizód, 1985-1987)
- Jóbarátok – Dr. Ross Geller – David Schwimmer
- K.C., a tinikém – Craig Cooper (1. évad – 2. évad 18. rész) – Kadeem Hardison
- Nagyágyúk – Duncan Collinsworth – Dylan McDermott
- Nagypályások – Spencer Strasmore –  Dwayne Johnson
- Quantum Leap – Az időutazó – Sam Beckett – Scott Bakula
- Sírhant művek – Nathaniel "Nate" Samuel Fisher – Peter Krause
- Pocoyo – narrátor
- Star Wars: A klónok háborúja – Darth Maul (5. évadtól) – Sam Witwer
- Star Wars: Lázadók – Maul (2. évad) – Sam Witwer
- Tiltott szerelem – Bernardo Valladares – Juan Carlos Vivas
- Vikingek – Rollo Sigurdsson – Clive Standen
- Gazdagok és szépek – Ridge Forrester – Ronn Moss
- Vészhelyzet – Dr. Dave Malucci – Erik Palladino
- Szirén - Xander - Ian Verdun
- Columbo: Kézirat vagy halál – Young őrmester – Paul Shenar
- Columbo: Két detektív, egy gyilkosság – Joseph – Fred Draper
- Columbo: Egy falatka sajt – Toby Ritt – Steven Ford
- Remények földje – Demir Yaman – Murat Ünalmış
- Gülcemal – Gülcemal Şahin – Murat Ünalmış
- Transformers: Prime – Predaking – Peter Mensah
- Transformers: Robots in Disguise – Terrashock – Kevin Michael Richardson
- A Pókember elképesztő kalandjai – Nick Fury (1. évad) – Chi McBride
- Bosszúállók újra együtt – Mesterlövész – Travis Willingham
- Jurassic World: Káoszelmélet – Barry Sembéne – Evan Michael Lee

### Hangoskönyv
- Rejtő Jenő: Menni, vagy meghalni.
- Rejtő Jenő: A fehér folt
- Raymond Chandler: Asszony a tóban
- Kurt Vonnegut: Az ötös számú vágóhíd
- Kurt Vonnegut: Bajnokok reggelije
- Karl May: Winnetou – Old Shatterhand
- Karl May: Winnetou 2. rész – Old Death
- Karl May: Winnetou 3. rész – Old Firehand
- Karl May: Winnetou 4. rész – Winnetou
- Karl May: Az Ezüst tó kincse
- Varró Dániel: Akinek a lába hatos
- Eric Knight: Lassie hazatér
- James Fenimore Cooper: Vadölő
- James Fenimore Cooper: Nyomkereső
- James Fenimore Cooper: Az utolsó mohikán
- Rejtő Jenő: Pipacs,a fenegyerek
- David Goggins: Nincs hatalmad felettem
- Siri Kolu: Belső félelem
- George Orwell: 1984
- Kepes András: Két macska voltam

### Egyéb
- League of Legends – Taric

## Színészként

### Film
- Kontroll – ellenőr (2003)
- Fehér tenyér – felnőtt Ördög (2006)
- Scr.I.P.T  – Helpdesk man  (2006)
- Brazilok – öltönyös (2017)
- 200 első randi – Megyesi (2018)

### Televíziós műsorok
- A Magyar Dal Napja (zenei sorozat) – riporter
- Aranyág - Az új generáció – műsorvezető
- Kultúrház Ma – műsorvezető
- Szarvashiba – szereplő
- Kultúrház extra – műsorvezető

### Színház
- Bérháztörténetek színész (2009) bemutató: 2008. november 29.